# Onthophagus pseudoalcyon
Onthophagus pseudoalcyon é uma espécie de inseto do género Onthophagus, família Scarabaeidae, ordem Coleoptera.
Foi descrita cientificamente por D'Orbigny em 1913.